# Alexander Mellqvist
Alexander Mellqvist, född 28 januari 1986, är en svensk fotbollsspelare.

## Karriär
Alexander Mellqvist, med Inlands IF som moderklubb, gjorde 2005 sin första match i Allsvenskan för Örgryte IS. Under säsongen spelade han 23 matcher. Efter en säsong i LSK gick Mellqvist vidare till Varbergs BoIS. I november 2014 skrev han på ett tvåårskontrakt med Ljungskile SK. I januari 2017 förlängde Mellqvist sitt kontrakt med två år. År 2019 återkom han till Edet FK.